# Promythion
Promythion (z gr. pro - na przedzie; mythos - opowieść) – morał w bajce, umieszczony na początku utworu. Jego przeciwieństwo stanowi epimythion.
Nie jest to zabieg popularny. Stosowany był już w starożytności. Według Niemcewicza promythion odbiera czytelnikowi przyjemność z lektury i obraża jego inteligencję. 